# Синдром Люси — Дрисколл
Синдром Люси — Дрисколл (англ. Lucey-Driscoll syndrome) — транзиторная гипербилирубинемия новорождённых, связанная с присутствием у некоторых женщин в грудном молоке фактора, ингибирующего фермент уридиндифосфатглюкуронилтрансферазу (глюкуронилтрансфераза), что приводит к нарушению конъюгации билирубина. Вероятно, подобный фактор представлен стероидом, но он до сих пор не идентифицирован. Наследуется аутосомно-рецессивно от матери, страдающей этим заболеванием

## Клиника
Развивается выраженная гипербилирубинемия, возможна билирубиновая энцефалопатия (ядерная желтуха). Прекращение грудного вскармливания приводит к выздоровлению.